# Umbro
|  | Aquest article tracta sobre l'empresa d'indumentària esportiva. Si cerqueu el riu del nord d'Itàlia, vegeu «Ombrone». |

Umbro és una marca esportiva anglesa proveïdora d'indumentària esportiva amb seu a Cheadle, Gran Manchester, Anglaterra. En l'actualitat, la companyia és part de Nike, Inc.. La marca sempre ha estat relacionada amb el disseny de peces esportives com ara calçat i equipaments. Els seus productes es venen a més de 90 països d'arreu del món.

## Història
Després de treballar en diverses parts de la indústria de la confecció, Harold Humphreys va crear la marca Umbro amb el seu germà Wallace, amb l'objectiu d'apropar els ideals i les pràctiques de la indústria en el florent món de la roba esportiva.
Localitzada a Cheadle, prop de Manchester, la companyia aviat es va establir com una força a tenir en compte en nombrosos equips de futbol. Aquella mateixa època va estar marcada esportivament pel fet de passar de ser un passatemps popular a convertir-se en un esport nacional. Umbro (un acrònim del seu nom anterior, Brothers Humphrey) realment va començar a guanyar-se el reconeixement nacional quan es van començar a desenvolupar els equips intel·ligents, adaptats tant pel Portsmouth FC i Manchester City FC l'any 1934.
No obstant això, Umbro avui en dia és potser més coneguda a causa de la seva llarga associació amb l'equip nacional d'Anglaterra. Una associació que es remunta a l'any 1954. Nike, Inc. comprà l'empresa en 2007. Umbro ha vestit a equips de gran talla mundial com la selecció d'Anglaterra, la Selecció de futbol de Gal·les, la selecció d'Irlanda del Nord, el de la República d'Irlanda, el Manchester City FC, el Rangers FC, el Blackburn Rovers FC, el Sunderland i el Nottingham Forest FC.

## Cronologia
- 1924: Harold Humphreys estableix i crea la marca Umbro amb el seu germà Wallace.
- 1934: Umbro comença a proveir els seus innovadors kits 'Tangeru' per als finalistes de la FA Cup, i almenys un equip a la final de la pròxima dècada.
- 1939-1945: Per ajudar a l'esforç de la guerra, les fàbriques d'Umbro s'utilitzen per fer els uniformes de les forces britàniques, i fins i tot fer accessoris per a l'interior dels Bombers de Lancaster.
- 1954: L'acord per oferir 'kids' a la Selecció de futbol d'Anglaterra s'accepta.
- 1961: Umbro comença a vendre les innovadores Adidas (botes de futbol) al Regne Unit, a causa d'un acord exclusiu amb la companyia alemanya.
- 1966: Per primer cop, durant la Copa del Món de Futbol de 1966 d'Anglaterra, la marca proveeix gratuïtament l'equipació a la selecció amfitriona.[2]
- 1967: El Celtic FC es converteix en el primer club britànic a guanyar la Copa d'Europa de futbol amb l'ús de jocs d'Umbro.
- 1970: Umbro crea el seu 'asteca' (camises per a la Copa del Món).
- 1977: El Liverpool FC guanya una lliga i una Copa d'Europa de futbol i comença el seu inici de la dècada d'èxit en el futbol que farien servir kits Umbro per a una gran part d'aquest període.
- 1980: Un període d'expansió massiva d'Umbro, com l'augment de la popularitat de 'soccer' als EUA i l'èxit de la marca Umbro entre els nens nord-americans.
- 1995: L'AFC Ajax d'Amsterdam, guanya la Champions leaque amb la marca umbro i la Copa Intercontinental de futbol el 1995. El Manchester United FC es converteixen en la força dominant en el futbol Anglès fent servir equipaments d'Umbro.
- 2007: Umbro va ser comprada per Nike.
- 2009: Umbro va acordar el patrocini del Manchester City FC per 10 anys, que en 2012 canvià a Nike.[3]
- 2017: Umbro va acordar el patrocini del Girona Futbol Club fins a l'any 2019.